# Sal (Cap Verd)
Sal és un concelho (municipi) de Cap Verd. Cobreix la totalitat de l'illa de Sal. La capital és la vila d'Espargos.

## Subdivisions
El municipi consisteix en una única freguesia (parròquia civil), Nossa Senhora das Dores, que també cobreix tota l'illa. La freguesia se subdivideix en els assentaments:
- Espargos
- Murdeira
- Palmeira
- Pedra de Lume
- Santa Maria
- Terra Boa

## Història
El municipi fou creat en 1935 quan a causa de l'augment de la població fou separat de l'antic concelho de Boa Vista. Des de 1977 la seu administrativa de l'illa fou traslladada a Vila de Santa Maria.

## Demografia
| Població de Sal, Cap Verd (1940—2010) | Població de Sal, Cap Verd (1940—2010) | Població de Sal, Cap Verd (1940—2010) | Població de Sal, Cap Verd (1940—2010) | Població de Sal, Cap Verd (1940—2010) | Població de Sal, Cap Verd (1940—2010) | Població de Sal, Cap Verd (1940—2010) | Població de Sal, Cap Verd (1940—2010) |
| ------------------------------------- | ------------------------------------- | ------------------------------------- | ------------------------------------- | ------------------------------------- | ------------------------------------- | ------------------------------------- | ------------------------------------- |
| 1940                                  | 1950                                  | 1960                                  | 1970                                  | 1980                                  | 1990                                  | 2000                                  | 2010                                  |
| 1.121                                 | 1.838                                 | 2.608                                 | 5.505                                 | 5.826                                 | 7.715                                 | 14.816                                | 25.481                                |

## Economia
A la principal vila de Sal, Espargos, hi ha d'un dels aeroports internacionals de la nació i té al voltant de 17.000 habitants. La població de Sal va créixer al voltant de l'explotació de sal i posteriorment es traslladà a la pesca, però ara es basa en el turisme (que ascendeix al 50% del turisme de l'arxipèlag) en el complex de platja de Santa Maria.
El seu aeroport, Aeroport Internacional Amílcar Cabral, fou utilitzat com a base d'abastiment de combustible per South African Airways en els seus vols de Johannesburg a Londres. Més tard, els vols cap i des de Nova York i Atlanta també hi feien provisió de combustible, i l'illa era una estació de canvi de la tripulació. SAA hi establí llargues pistes d'aterratge que necessiten els Boeing 707s en els seus aterratges en altes temperatures. L'1 de juliol de 2006 SAA va operar el seu últim vol a Sal conseqüència de l'acabament dels seus vols a Atlanta.
Encara es poden trobar salines al cràter de Pedra de Lume i al nord de Santa Maria.